# Новий Світ (фільм)
«Новий Світ» (англ. The New World) — історична драма режисера Теренса Маліка, що вийшла на екрани у 2005 році. Фільм розповідає про підкорення перших індіанців на східному узбережжі.

## Сюжет
Події в картині розгортаються в Північній Америці XVII століття, в поселенні Джеймстаун. Вже п'ять тисяч років Північна Америка являє собою величезний материк, де мешкає велика кількість народів — представників різних племінних культур. Їм вдалось знайти спільну мову та жити в божественній гармонії як з навколишнім світом, так і один з одним (останнє ідеалізує реальні відносини племен між собою до європейської колонізації). І порушити цю гармонію може лише одне — непрохані гості зі світу, невідомого їм.
І вони ось-ось нагрянуть.
Весною 1607 року на ці землі, подолавши, здавалося б, непереборні відстані, зійдуть люди, щоби покласти початок нового духовного, культурного та економічно багатого життя. В трюмі одного з кораблів з чужинцями молодий бунтар Джон Сміт очікує виконання свого вироку: на суші за непокору владі його чекає шибениця. Сміт — істинний воїн, ветеран численних війн, герой, та удача і в цей раз не обділила його своєю милістю: капітан корабля звільняє його. Він розуміє, щоби вижити в цьому такому новому, дикому та незвіданому для цивілізованого світу і такому древньому, звичному і святому для корінних мешканців краю, колоністам знадобиться властивості всіх людей без винятку… особливо таких, як Сміт.

## У ролях
- Колін Фаррелл — капітан Сміт
- К'оріанка Кілчер — Покахонтас
- Крістіан Бейл — Джон Рольф
- Крістофер Пламмер — капітан Крістофер Ньюпорт
- Давид Тьюліс — Едвард Вінгфілд
- Вес Стьюді — Опечанкануг
- Август Шелленберг — Повхатан
- Ірен Бедард — мати Покахонтас
- Бен Мендельсон — Бен
- Бен Чаплін — Робінсон
- Джонатан Прайс — Джеймс I
- Едді Марсан — Едді

## Нагороди та номінації
- 2005 — премія Національної ради кінокритиків США за проривне виконання жіночої ролі (К'оріанка Кілчер)
- 2006 — номінація на премію «Оскар» за найкращу операторську роботу (Еммануель Любецкі)
- 2006 — номінація на премію ALMA найкращій акторці (К'оріанка Кілчер)
- 2006 — премія Kodak Award кінофестиваля в Мар-дель-Плата (Еммануель Любецкі)
- 2006 — номінація на премію «Молодий актор» найкращій молодій акторці (К'оріанка Кілчер)